# Kaibutsu-kun
Kaibutsu-kun (яп. 怪物くん Кайбуцу-кун, Маленький монстр) — манга, автором которой является Фудзико Фудзио. Выпускалась издательством Shōnen Gahosha в журнале Shōnen Gahosha с января 1965 года. По мотивам манги были выпущены 2 аниме-сериала в 1968 году (чёрно-белый) и 1980 году (цветной), а также 2 полнометражных мультфильма. Сериал был дублирован на испанском и итальянском языках.

## Сюжет
Кабицу-кун и его спутники: Дракула, Франкен и Вервольф, решают попасть из мира монстров на Землю и жить в Токио, где они периодически будут сталкиваться с другими чудовищами, а позже должны спасти мир людей от нашествия монстров.

## Персонажи
- Таро Кайбуцу (яп. 怪物太郎)

Сэйю: Фуюми Сираиси (1968), Масако Нодзава (1980)
Хотя внешне он кажется обыкновенным ребёнком, он сын короля Мира монстров. Способен изменять форму лица и вытягивать конечности. Передвигается на летающей метле. Боится грозы.
- Хироси Итикава (яп. 市川ヒロシ)

Сэйю: Минори Мацусима (1968), Кацуэ Мива (1980)
Человек и лучший друг Таро. Он живёт без родителей со своей старшей сестрой.
- Утако Итикава (яп. 市川歌子)

Сэйю: Марико Мукаи (1968), Тиёко Кавасима (1980)
Старшая сестра Хироси, живёт с ним в двухэтажной квартире. Заботится о брате.
- Дракула (яп. ドラキュラ Доракура)

Сэйю: Хироси Отакэ (1968), Канэта Кимоцуки (1980)
Вампир. Днём спит и бодрствует только ночью. Пьёт вместо крови томатный сок. Имеет привычку вставлять английские слова в каждом предложении.
- Вервольф (яп. オオカミ男, Ооками-Отоко)

Сэйю: Синго Канэмото (1968), Такудзо Камияма (1980)
Готовит в доме, где живут монстры. Говорит с немецким акцентом, обычно остаётся в человеческой форме, но в полнолуние превращается в оборотня.
- Франкен (яп. フランケン Фуранкэн)

Сэйю: Масао Иманиси (1968), Таро Сагами→Синго Канэмото (1980)
Дворецкий в доме монстров. Высокий, коренастый, обладает большой физической силой.
- Кайбуцу Дайо (яп. 怪物大王 Король Монстров)

Сэйю: Дай Канай (1980)
Отец Таро и король мира монстров.
- Кидзао (яп. キザオ)

Сэйю: Сандзи Хасэ (1980)
Одноклассник Хироси. Имеет то же имя, что и персонаж из Obake no Q-Taro, но в отличие от того Кидзао, хороший и всё время ходит опечаленным.